# San Pedro de los Pinos (estación)
San Pedro de los Pinos es una de las estaciones que forman parte del Metro de la Ciudad de México, perteneciente a la Línea 7. Se ubica al sur de la Ciudad de México, en la alcaldía Benito Juárez.

## Información general
La estación recibe su nombre por estar localizada en la colonia San Pedro de los Pinos. Su logotipo representa la silueta de unos pinos.

## Afluencia
La afluencia en 2014 fue de:
- Total: 4,099,206
- Promedio diario: 11,231
- Máxima: 20,561
- Mínima:1,820

La siguiente tabla muestra la afluencia de la estación en los últimos 10 años:
| Afluencia Anual de Pasajeros | Afluencia Anual de Pasajeros | Afluencia Anual de Pasajeros | Afluencia Anual de Pasajeros | Afluencia Anual de Pasajeros | Afluencia Anual de Pasajeros |
| ---------------------------- | ---------------------------- | ---------------------------- | ---------------------------- | ---------------------------- | ---------------------------- |
| Año                          | Afluencia                    | A Diario                     | Ranking                      | Incremento                   | Ref.                         |
| 2023                         | 3,613,572                    | 9,900                        | 121°/195                     | +18.97%                      | [ 3 ]                        |
| 2022                         | 3,037,282                    | 8,321                        | 131°/175                     | +26.60%                      | [ 4 ]                        |
| 2021                         | 2,399,129                    | 6,572                        | 127°/195                     | -11.65%                      | [ 5 ]                        |
| 2020                         | 2,715,374                    | 7,419                        | 130°/195                     | -45.62%                      | [ 6 ]                        |
| 2019                         | 4,993,274                    | 13,680                       | 131°/195                     | +1.79%                       | [ 7 ]                        |
| 2018                         | 4,905,337                    | 13,439                       | 128°/195                     | +2.73%                       | [ 8 ]                        |
| 2017                         | 4,775,143                    | 13,083                       | 127°/195                     | -5.83%                       | [ 9 ]                        |
| 2016                         | 5,070,899                    | 13,854                       | 124°/195                     | +2.48%                       | [ 10 ]                       |
| 2015                         | 4,948,137                    | 13,556                       | 122°/195                     | +27.38%                      | [ 11 ]                       |
| 2014                         | 4,541,571                    | 12,442                       | 128°/195                     | +16.91%                      | [ 12 ]                       |

## Conectividad

### Salidas
- Oriente: Circuito Interior Avenida Revolución y Calle 9, Colonia San Pedro de los Pinos.
- Poniente: Circuito Interior Avenida Revolución y Calle 4, Colonia San Pedro de los Pinos.

### Conexiones Con Otros Sistemas
Existen conexiones con las estaciones y paradas de diversos sistemas de transporte:

### Red de Transporte de Pasajeros
- Metro Chapultepec - Torres de Padierna/Pedregal de San Nicolás
- Metro Chapultepec - Las Águilas/Puente Colorado

### Corredores Viales
- Corredor Periférico (COPESA): Toreo - Canal De Chalco
- Corredor Revolución (COREVSA): Metro Chapultepec - San Ángel/Estadio Universitario/Eje 10 Sur.

### Microbuses y Autobuses Concesionados
- Ruta 5: Polyforum WTC (Hotel De México) - C.C. Santa Fe por Calle 4
- Ruta 46: Metro Tacubaya - Piloto/Capula/Ampliación Jalalpa/Presidentes
- Ruta 80: Metro Villa De Cortés - Cuernito.